# Bartłomiej Bołądź
Bartłomiej Konstanty Bołądź (Krzyż Wielkopolski, 28 settembre 1994) è un pallavolista polacco, opposto del Warta Zawiercie.

## Carriera

### Nazionale
Nel 2024 si è laureato vicecampione olimpico alle Olimpiadi di Parigi; nel 2025 ha vinto la medaglia d'oro alla Volleyball Nations League.

## Palmarès

### Club
- Coppa di Germania: 2

Friedrichshafen: 2017-2018, 2018-2019
- Supercoppa tedesca: 2

Friedrichshafen: 2017, 2018
- Challenge Cup: 1

Projekt Warszawa: 2023-2024